# Myllaena cornelli
Myllaena cornelli är en skalbaggsart som beskrevs av Roberto Pace 1997. Myllaena cornelli ingår i släktet Myllaena och familjen kortvingar. Inga underarter finns listade i Catalogue of Life.